# Ropalomera minima
Ropalomera minima är en tvåvingeart som beskrevs av Charles Howard Curran 1934. Ropalomera minima ingår i släktet Ropalomera och familjen Ropalomeridae.
Artens utbredningsområde är Guyana. Inga underarter finns listade i Catalogue of Life.